# Беннетт, Билли
Билли Беннетт (англ. Billie Bennett 23 октября 1874—19 мая 1951) —американская актриса эпохи немого кино. В период с 1913 по 1930 годы снялась в более чем 52 фильмах. Родилась в Эвансвилле, в штате Индиана, а умерла в Лос-Анджелесе, в штате Калифорния.
Биограф Е. Д. Флеминг утверждает в своей книге «The Fixers: Eddie Mannix, Howard Strickling and the MGM Publicity Machine» (2004 год), что Беннет, перестав сниматься в немом кино на закате его эпохи, начала работать в престижном борделе в богатом районе Лос-Анджелеса. Её «девочки» одевались и выглядели как актрисы немного кино, иногда даже прибегая к хирургическим операциям. В большей степени работа борделя спонсировалась и организовывалась компанией MGM, которая занимался клиентурой в городе и за рубежом.

## Билли Беннетт
- Билли Беннетт (англ.) на сайте Internet Movie Database
- Билли Беннетт Архивная копия от 14 августа 2016 на Wayback Machine на сайте Allmovie